# Ivanivka, Rojneativ
Ivanivka (în ucraineană Іванівка) este un sat în comuna Iasenoveț din raionul Rojneativ, regiunea Ivano-Frankivsk, Ucraina.

## Demografie
Componența lingvistică a localității Ivanivka
     Ucraineană (99,68%)
     Alte limbi (0,32%)
Conform recensământului din 2001, majoritatea populației localității Ivanivka era vorbitoare de ucraineană (99,68%), existând în minoritate și vorbitori de alte limbi.